# Смородинцев, Иван Андреевич
Иван Андреевич Смородинцев (1881—1946) — советский биохимик.

## Биография
Родился в семье дьякона. В 1901 году окончил Екатеринбургскую гимназию, а в 1907 — медицинский факультет Московского университета с дипломом 1-й степени. Всё время обучения в университете занимался в лаборатории медицинской химии под руководством профессора В. С. Гулевича и по окончании университета был оставлен до конца 1910 года при кафедре медицинской химии для приготовления к профессорскому званию. С 1908 года на Высших женских курсах состоял помощником преподавателя биологической химии, вёл практические занятия и с января 1911 года читал часть обязательного курса по биологической химии; организовал здесь кафедру биохимии.
В конце мая 1911 года защитил диссертацию на степень доктора медицины «Об органических основаниях экстракта печени быка» и в августе был избран профессором по биологической и анатомический химии в Московском женском медицинском институте, где преподавал до 1924 года. С апреля 1912 года — приват-доцент Московского университета по кафедре биологической химии медицинского факультета; читал необязательный теоретический курс «О ферментах».
В декабре 1918 года он был избран ординарным профессором по кафедре биохимии в Таврический университет, но не смог выехать в Крым из-за военной ситуации. В декабре 1919 года был избран профессором биохимии в Туркестанский университет, куда не поехал уже по семейным обстоятельствам (в мае 1920 года отказался от должности). Поэтому с 1918 года по 1925 года он состоял профессором биохимии 1-го МГУ и одновременно в период 1920—1930 гг. был профессором биохимии во 2-м МГУ. Кроме этого с 1921 года он заведовал отделением химиотерапии Тропического института Наркомздрава; в 1926—1929 годах был заместителем директора института (Е. И. Марциновского), а затем — заведующим химическим сектором.
С 1932 года Смородинцев был профессором биохимии и химии мяса в Московском химико-технологическом институте мясной промышленности, с июня 1934 года — декан технологического факультета.
Скончался в феврале 1946 года в Москве. Место его захоронения — колумбарий кладбища Новодевичьего монастыря (секция 64, 4-1).

## Научная деятельность
И. А. Смородинцев исследовал азотистые экстрактивные вещества, в ничтожных количествах содержащиеся в экстрактах органов и тканей. Он разработал и усовершенствовал метод их выделения и разделения. Предложил новый метод выделения карнозина и креатинина.

### Основные труды
- «Ферменты растительного и животного царства» (в 3-х ч. — М., 1915—1922)
- «Влияние препаратов группы хинина на ферментативные функции организма» (1922)
- «О редуктазах. Сравнительное влияние щелочей на редуктазу картофеля» (1922)
- «О переваривании крахмала слюной в присутствии некоторых соединений хинина и мочевины» (1923)
- «Приготовление штандартов для колориметрического определения трипсина» (1924)
- «Влияние внешних условий на деятельность ферментов» (1924)
- «Переваривание казеина пепсином в присутствии препаратов хинина» (1925)
- «Влияние отравляющих веществ на некоторые физико-химические свойства крови. К вопросу о влиянии противогазов на организм человека» (1925)
- «Соотношение между химическим строением и физиологическим действием хинина» (1925)
- «Ферменты, как важнейшие факторы обмена веществ в организмах» (1925)
- «Старое и новое о лечении хинином» (1926)
- «Сурьма в химиотерапии» (1926)
- «Успехи по химии алкалоидов Cinchonae» (1926)
- «Влияние отравляющих веществ на некоторые физико-химические свойства крови. Экспериментальные основы рациональной терапии газоотравленных» (1927)

Им были написаны учебные пособия:
- «Введение в биологическую химию» (1925)
- «Краткий практикум по биологической химии» (1927).